# Hans Bernitt
Hans Bernitt, Pseudonyme Ludwig Rathsack und Erich Puls (* 26. April 1899 in Schwaan; † 13. März 1954 in Rostock), war ein deutscher Pädagoge und Schriftsteller.

## Leben

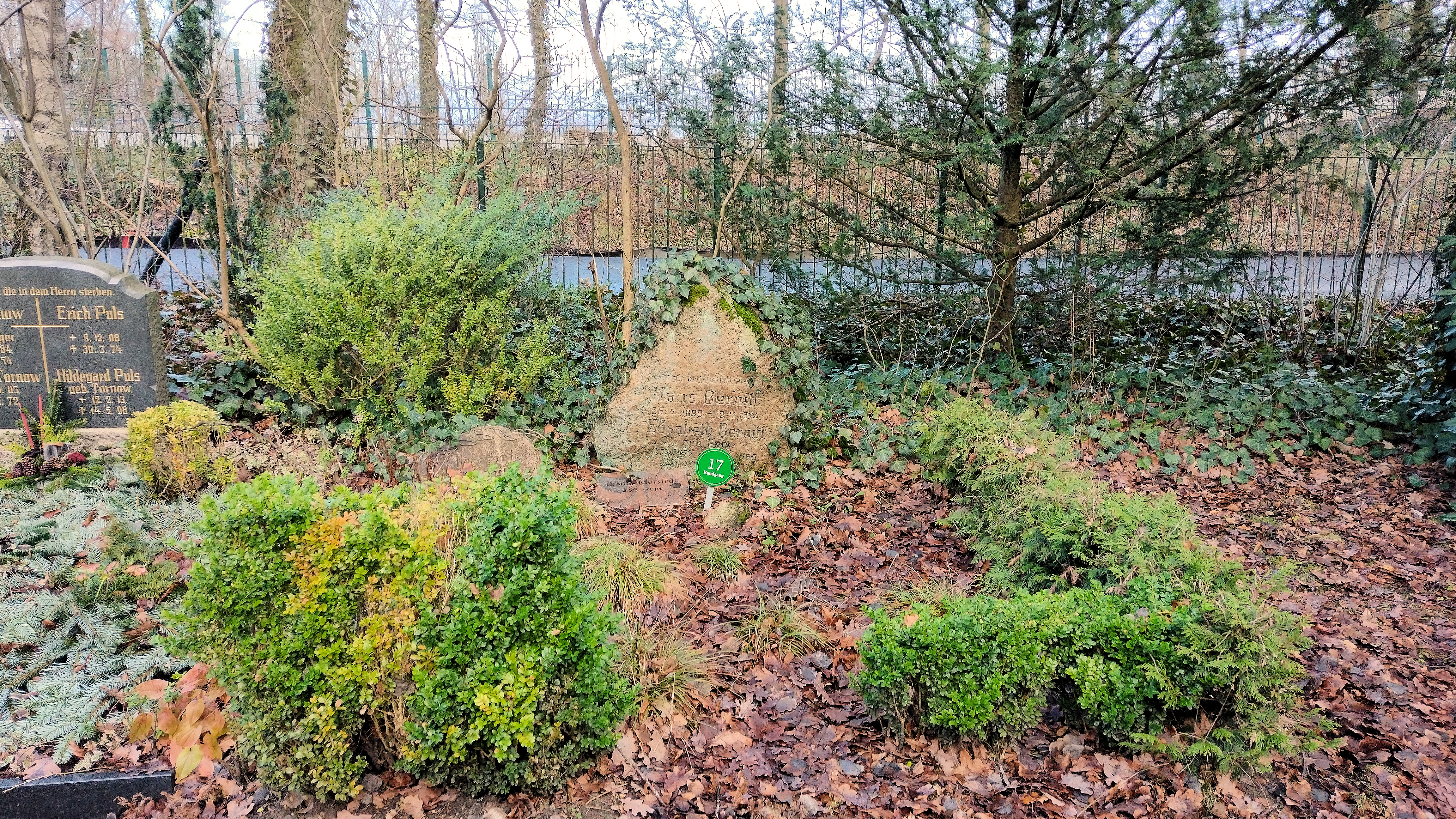
Grab auf dem Neuen Friedhof in Rostock

Hans Bernitt wurde als Sohn des als Handwerker arbeitenden Malers Wilhelm Bernitt und dessen Frau Johanna geboren. Nach der Grundschule besuchte Hans Bernitt von 1913 bis 1916 und dann nach dem Ende des Ersten Weltkriegs nochmals 1919–1920 das Lehrerseminar in Neukloster. 1917–1918 diente er als Soldat. Ab 1921, nach dem Besuch des Lehrerseminars war Bernitt in Rostock als Volksschullehrer tätig. Er gehörte seit 1918 der SPD an und war auch aktiv politisch tätig. Von 1927 bis 1933 war Hans Bernitt als Stadtverordneter in Rostock gewählt. Diese Funktion gab er 1933 auf und trat im selben Jahr aus der Partei aus. 1933 erfolgte seine Entlassung aus dem Schuldienst. Hans Bernitt wurde von der Gestapo überwacht. Bis 1936 war er arbeitslos und fand dann eine Anstellung als Bürogehilfe unter anderem bei der Industrie- und Handelskammer.
Nach dem Ende des Zweiten Weltkrieges war Hans Bernitt 1945–1946 Kreisschulrat. Anschließend leitete er 1946–1947 einen Lehrgang für Geschichtslehrer. Ab Juni 1947 wurde er in die neue Landesregierung Mecklenburg berufen. Er war als Oberregierungsrat als Referent für Geschichte im Ministerium für Volksbildung tätig. Er hielt 1948 an der Philosophischen Fakultät der Universität Rostock  Vorlesungen über die Geschichte der deutschen Arbeiterbewegung. 1949 erhielt er einen Lehrauftrag zur Geschichte der neuesten Zeit.
Hans Bernitt war ab 1922 verheiratet mit Elisabeth, geb. Puls (1897–1959). Er wurde auf dem Neuen Friedhof in Rostock beerdigt. Der Rostocker Kunstwissenschaftler und Museologe Johann Joachim Bernitt (1925–1992) war sein Sohn.

## Werk
Bernitt hatte bereits erste schriftstellerische Arbeiten geliefert: in den „Mecklenburgischen Monatsheften“ bei Hinstorff wurden Erzählungen von ihm veröffentlicht. Bernitt veröffentlichte teilweise unter den Pseudonymen Ludwig Rathsack und Erich Puls. In der Erzählung „Sägelslädens“ (Segelschlitten) von 1927 sind Eindrücke verarbeitet, die Bernitt als Schulassistent 1916–1917 in Wustrow auf dem Fischland gewonnen hatte.
In dem Buch „Vom alten und vom neuen Mecklenburg“, das zuerst 1954 im Petermänken-Verlag Schwerin erschien, hat Hans Bernitt in fast 100 Kapiteln die Geschichte Mecklenburgs neu beleuchtet. Außerdem erschien von ihm das Buch „Zur Geschichte der Stadt Rostock“. Beide Bücher sind heute in Neuauflagen erhältlich.

## Schriften (Auswahl)
- Sägelslädens. In: Mecklenburgische Monatshefte. Bd. 3 (1927), 1, S. 24–26, (Digitalisat LBMV).
- Vom alten und vom neuen Mecklenburg. Petermänken Verlag, Schwerin 1954. Neuauflage: BS Verlag, Rostock 2000, ISBN 3-935171-06-4.
- Zur Geschichte der Stadt Rostock. Hinstorff, Rostock 1956. Neuauflage: BS Verlag, Rostock 2001, ISBN 3-935171-40-4.